# Пуми (народ)
Пуми (другие названия: пуинми, пушими, пэйми, бо, люлюпа, кит.普米族 пиньинь Pǔmǐ Zú) — народ в Китае, проживающий в провинциях Сычуань и Юньнань, численность которого составляет 50 тыс. человек (оценка). Говорят на языке пуми, относящимся к цянской группе тибето-бирманской подсемьи сино-тибетской языковой семьи, также распространены китайский и тибетский языки. Имеются два диалекта, резко отличающиеся друг от друга — южный и северный. Ранняя письменность пумийцев была создана на основе тибетского письма, но ввиду того, что она не получила широкого распространения, позднее стала использоваться китайская письменность (Davies 1909: 350). В конце XX века была создана письменность пуми на латинской графической основе.

## История
Предками пуми являлись древние дицян. Из всех национальных меньшинств Китая пуми прошли самый длинный миграционный путь. Первоначально они кочевали на территории Цинхай-Тибетского плато, позже направились в более тёплые районы в пределах гор Хэндуаншань в IV в. до н. э. Позже, в VII в., они мигрировали на юго-запад Сычуани и стали доминирующей народностью района Сичан, а в XIV в., в эпоху правления династии Юань, многие из пуми последовали за монголами на северо-запад Юньнани, где национальность пуми стала неуклонно развиваться и усиливаться. Обосновавшись там, они занялись земледелием, а местные землевладельцы взяли под свой контроль экономику пуми в Ланьпине и в окрестностях Лицзяна. За исключением небольших территорий, местные землевладельцы получали налог с больших земельных участков: крестьяне должны были выплачивать более 50 % от собранного урожая. Среди крупных землевладельцев из числа пуми велась торговля рабами. С началом Культурной Революции эти землевладельцы потеряли свою силу и статус и переквалифицировались в простых местных жителей (Рахимов 1981: 57).

## Система хозяйства
Главное занятия пумийцев — богарное земледелие, выращивают ячмень (в том числе цинкэ), овёс, гречиху, кукурузу. В прошлом сельское хозяйство было неразвито в силу того, что 90 % возделываемых земель располагались в горной местности, а методы хозяйствования были крайне примитивными. Большую роль играет животноводство (коровы, лошади, козы, свиньи), птицеводство (главным образом куры) и бортничество. Развитие этих сфер связано с основанием Ланьпин-бай-пумийского автономного уезда в 1988 г. Важное значение имеют подсобные занятия такие, как охота и собирательство (в основном сбор лекарственных растений). Широко развиты домашние ремёсла — изготовление с/х орудий, предметов быта, плетение из бамбука, ткачество (Решетов 1965: 525).

## Другие названия
Сами пумийцы называют себя по-разному, в зависимости от района проживания, например, живущие в уездах Ланьпин, Лицзян и Юншэн именуют себя «пуинми». Самоназвание «пэйми» означает «белый человек». В китайских источниках пуми упоминаются как «сифань» или «бацзюй». Соседние народы зовут пуми по-разному: лицзянские наси зовут их бо, лису — люлюпа и т. д. После образования КНР национальность получила единое название — пуми (Решетов 1998: 429).

## Социальные отношения
К середине первой половины XX века социальная структура пуми характеризовалась феодальными отношениями. Помещики сосредоточили в своих руках основную массу земли. Элементы капитализма стали проникать в экономику пуми во 2 четверти XX века. Наряду с этим сохранялись пережитки первобытно-общинного строя. Семьи, принадлежащие одному роду, ели вместе, почитая тем самым общих предков. Прах умерших — членов одного рода хоронили в одной и той же лесной пещере. Сохранялись традиции взаимопомощи. Интересы деревни в сношениях с другими деревнями представлял выборный старейшина, который решал и внутренние разногласия. Община пуми в уезде Юншэн и Нинлан состояла из больших патриархальных семей, а в Ланьпине и Вэйси преобладали маленькие семьи. Современные семьи малые, моногамные. Прослеживалась патрилинейная примогенитура (Решетов 1965: 525).

## Вид брака
В традиционном обществе преобладала моногамия, однако некоторые крупные землевладельцы практиковали полигамию. Заключались кросскузенные браки, большинство девушек выходили замуж в возрасте 15 лет, а мужчины — в 18. После свадьбы новая семья выделялась. В 1949 с практикой «насильственного брака» и помолвок ещё нерождённых детей было покончено (Там же).

## Религия
В системе религиозных воззрений господствующее положение занимал анимизм. В частности, был развит культ деревьев, гор, рек и т. д. Существовал обычай чаепития: полагалось плеснуть на треножник прежде, чем начинать пить чай. Пуми исповедуют шаманизм, характер которого схож с бон у тибетцев и дунба у наси. При похоронах шаманы — шисиби в уездах Нинлан и Ланьпин «открывают дорогу душе покойного», как бы указывая ей дорогу в древние места обитания предков на севере. Под влиянием соседей — тибетцев, наси, лису, и, бай — широкое распространение получили буддизм (ламаизм) и даосизм (Zhang Weiwei, Zeng Qingnan 1993: 220).

## Жилище
Деревни расположены приблизительно в 500 метрах друг от друга на отлогих горных склонах. Дома строятся из дерева и с двумя этажами: нижний для скота, верхний — жилой. Очаг устраивается в центре комнаты и на земле, то есть этот участок не застилается досками, вокруг него сидят, поджав ноги. За очагом, у стены находится алтарь. Женщине запрещено проходить в доме между алтарём предков и очагом. Пуми очень гостеприимны. Прежде чем войти в комнату, гость должен спросить, есть ли кто-нибудь, и дождаться приглашения хозяина. Левая сторона комнаты предназначена для гостей мужского пола, левая — для женского (Zhang Weiwei, Zeng Qingnan 1993: 219).

## Пища
Основную пищу составляют продукты из кукурузы и ячменя — каши и лепёшки. Овощей и фруктов употребляют мало, ограничиваются лишь китайской капустой, морковью и дынями. Чай является важной частью трапезы. Пуми любят спиртные напитки, которые сами готовят в больших количествах домашним способом. Также они соблюдают строгое табу: не едят собак (Решетов 1998: 429).

## Одежда
Мужскую одежду составляют штаны и длинные куртки (почти до колен), наиболее богатые носят сафьяновые жилеты. У большинства мужчин за поясом сабли. Голову оборачивают узким куском материи, укладывая в форме большого тюрбана. Женщины заматывают косу в большой платок. Коса тем красивее, чем она больше. Носят длинную широкую юбку со складками и кофточку с запахом направо, которую убирают в юбку и подпоясывают разноцветным широким поясом. Поверх юбки надевают передник. В Ланьпине и Вэйси женщины носят зелёные, синие или белые кофты под безрукавками и брюки с вышитым поясом. В Нинлане и Юншэне сохраняются пережитки обряда инициации: достигшие 13-летнего возраста мальчики в торжественной обстановке надевают штаны, а девочки — юбки, как и взрослые (Решетов 1965: 525).

## Фольклор
Пуми — хорошие танцоры и певцы. На свадебных церемониях и праздниках устраиваются соревнования по пению. В танце под флейту можно узнать движения, связанные с их работой в поле, охотой или ткачеством (Zhang Weiwei, Zeng Qingnan 1993: 221).

## Письменность
В конце XX века была создана письменность пуми на основе латинского алфавита.
Инициали:
| Буква | МФА          | Буква | МФА             | Буква | МФА          | Буква | МФА | Буква | МФА |
| ----- | ------------ | ----- | --------------- | ----- | ------------ | ----- | --- | ----- | --- |
| b     | [p]          | p     | [pʰ]            | bb    | [b]          | m     | [m] | hm    | [m̥] |
| d     | [t]          | t     | [tʰ]            | dd    | [d]          | n     | [n] | hn    | [n̥] |
| g     | [k]          | k     | [kʰ]            | gg    | [g]          | h     | [x] | hh    | [ɣ] |
| j     | [ʧ]          | q     | [tʰʃ]           | jj    | [ʤ]          | x     | [ʃ] | xx    | [ʒ] |
| z     | [ts]         | c     | [tʰs]           | zz    | [ʣ]          | s     | [s] | ss    | [z] |
| zh    | [ʈʂ]         | ch    | [ʈʰʂ]           | zzh   | [ɖʐ]         | sh    | [ʂ] | ssh   | [ʐ] |
| zr    | [ʈ], [ʈʂ/kʴ] | cr    | [ʈʰ], [ʈʰʂ/kʰʴ] | zzr   | [ɖ], [ɖʐ/gʴ] | l     | [l] | lh    | [ɬ] |
| br    | [pʴ]         | pr    | [pʰʴ]           | bbr   | [bʴ]         | r     | [ɹ] | hr    | [ɹ̥] |
| ng    | [ŋ]          | hng   | [ŋ̥]             | w     | [w]          | y     | [j] |       |     |

Финали:
| Буква | МФА    | Буква | МФА        | Буква | МФА        | Буква | МФА     |
| ----- | ------ | ----- | ---------- | ----- | ---------- | ----- | ------- |
| i     | [i/iə] | u     | [u]        | ui    | [ɥi/wi]    | e     | [ə]     |
| ie    | [jɛ/e] | iu    | [ju]       | uee   | [ɥe/we]    |       |         |
| ii    | [ɨ/ə]  | uu    | [uə/ʉ]     | ue    | [ɥɛ/wɛ/wə] | üa    | [ɥɐ]    |
| in    | [ĩ/ə̃]  | ien   | [(j)ɛ̃/ĩ]   | uen   | [ɥɛ̃/wɛ̃/wĩ] | uin   | [ɥĩ]    |
| o     | [o/ɤ]  | io    | [(j)ɐw/ɨɤ] | on    | [õ]        | ion   | [jõ]    |
| a     | [ɑ]    | ia    | [jɐ/jɜ]    | ua    | [wɑ/wɜ]    | uan   | [wɐ̃/wɜ̃] |
| aa    | [a]    |       |            | uaa   | [wa]       | an    | [ɐ̃]     |
| ea    | [ɜ/ɛ]  | ai    | [ɜj]       | uai   | [wɜj]      |       |         |

Тона обозначаются буквами v, f, r.